# Валуй (гриб)
Валу́й (Russula foetens Pers.) — вид базидіомікотових грибів родини сироїжкові (Russulaceae).
Назва валуй (волуй), ймовірно, пов'язана з віл («волячий гриб»); припускається також зв'язок з воло. Місцева назва — сироїжка смердюча.

## Будова
Шапинка 6–10(12–16) см у діаметрі, щільном'ясиста, напівкуляста, згодом опукла, пізніше розпростерта, іноді у центрі увігнута, бурувато-рудувато-вохряна, коричнево- або бурувато-жовта, гола, дуже клейка з вузлувато-рубчастим краєм. Шкірка не знімається. Пластинки жовті, пізніше бурувато-руді. Спорова маса жовта. Спори 8–10×7–9 мкм. Ніжка 4–8×2,5(3) см, дуже щільна, згодом з порожниною, білувата, донизу жовтувата, вохряна. М'якуш щільний, їдкий, жовтуватий, бурувато-жовтуватий, з неприємним запахом.

## Поширення та середовище існування
Росте у листяних та хвойних (соснових) лісах; у липні — жовтні. Зустрічається по всій Україні. Умовно-їстівний гриб.

## Практичне використання
Вживають до їжі тільки після 15–20-хвилинного відварювання (відвар вилити!). Використовують валуй свіжим, про запас засолюють.